# Пол Вилијамс
Пол Вилијамс (енгл. Paul Williams; 22. април 1983) професионални је рагбиста и репрезентативац Самое, који тренутно игра за Стад Франс. Родио се у Окленду, на Новом Зеланду. Његов отац Брајан Вилијамс је играо за "ол блексе", а његов брат Гевин Вилијамс је такође професионални рагбиста. Још у млађим категоријама био је један од најталентованијих рагбиста на Новом Зеланду. Чак и пре него што се доказао у домаћој лиги Новог Зеланда, био је примећен од новозеландске екипе "Хајлендерси" која се такмичи у најјачој лиги на свету. У сезони 2003. играо је добро до 6. кола када је повредио ногу. Освојио је са Кантерберијем титулу првака Новог Зеланда 2008. Проглашен је за најбољег играча Окленда 2009. Потписао је за енглески Сејл лета 2010. Постигао је 2 есеја за Сејл у 19 утакмица, а затим је прешао у Стад Франс. Маја 2008. био је у тренажном процесу "ол блекса", али није никада заиграо за њих. 2010. је искористио право да почне да игра за репрезентацију Самое.